# John Cameron (Leichtathlet)
John Cameron (John A. Cameron; * 28. Dezember 1886 in Schottland; † 17. November 1953 in Vancouver) war ein kanadischer Hammerwerfer.
Bei den Olympischen Spielen 1920 in Antwerpen schied er in der Qualifikation ohne gültigen Versuch aus.
1930 gewann er bei den British Empire Games in Hamilton Bronze.
1922 und 1930 wurde er Kanadischer Meister im Hammerwurf, 1922 zudem im Kugelstoßen und Diskuswurf. Seine persönliche Bestleistung von 50,64 m stellte er am 5. August 1929 in Edmonton auf.